# Урбана (Нью-Йорк)
Урбана (англ. Urbana) — місто (англ. town) в США, в окрузі Стубен штату Нью-Йорк. Населення — 2122 особи (2020).

## Демографія
Згідно з переписом 2010 року, у місті мешкали 2343 особи в 979 домогосподарствах у складі 632 родин. Було 1506 помешкань
Расовий склад населення:
| - 97,1 % — білих - 1,0 % — чорних або афроамериканців - 0,3 % — азіатів - 0,2 % — корінних американців |

До двох чи більше рас належало 0,7 %. Частка іспаномовних становила 1,6 % від усіх жителів.
За віковим діапазоном населення розподілялося таким чином: 17,9 % — особи молодші 18 років, 58,0 % — особи у віці 18—64 років, 24,1 % — особи у віці 65 років та старші. Медіана віку мешканця становила 50,3 року. На 100 осіб жіночої статі у місті припадало 100,1 чоловіків;  на 100 жінок у віці від 18 років та старших — 95,9 чоловіків також старших 18 років.
Середній дохід на одне домашнє господарство  становив 75 446 доларів США (медіана — 52 045), а середній дохід на одну сім'ю — 89 847 доларів (медіана — 58 810). Медіана доходів становила 57 337 доларів для чоловіків та 37 188 доларів для жінок. За межею бідності перебувало 13,7 % осіб, у тому числі 38,4 % дітей у віці до 18 років та 5,7 % осіб у віці 65 років та старших.
Цивільне працевлаштоване населення становило 935 осіб. Основні галузі зайнятості: освіта, охорона здоров'я та соціальна допомога — 25,6 %, виробництво — 17,4 %, роздрібна торгівля — 11,3 %, мистецтво, розваги та відпочинок — 8,4 %.